# Kvalifikace na Mistrovství světa ve fotbale 2006 (UEFA) – skupina 6
Zápasy této kvalifikační skupiny na Mistrovství světa ve fotbale 2006 se konaly v letech 2004 a 2005. Ze šesti účastníků si postup na závěrečný turnaj vybojoval vítěz skupiny. Celek na druhém místě v závislosti na žebříčku týmů na druhých místech buď také přímo postoupil (v případě, že byl mezi dvěma nejlepšími), nebo hrál baráž.

## Tabulka
| Tým           | Z  | V | R | P | GV | GI | +/- | B  |
| ------------- | -- | - | - | - | -- | -- | --- | -- |
| Anglie        | 10 | 8 | 1 | 1 | 17 | 5  | +12 | 25 |
| Polsko        | 10 | 8 | 0 | 2 | 27 | 9  | +18 | 24 |
| Rakousko      | 10 | 4 | 3 | 3 | 15 | 12 | +3  | 15 |
| Severní Irsko | 10 | 2 | 3 | 5 | 10 | 18 | -8  | 9  |
| Wales         | 10 | 2 | 2 | 6 | 10 | 15 | -5  | 8  |
| Ázerbájdžán   | 10 | 0 | 3 | 7 | 1  | 21 | -20 | 3  |

## Zápasy
| 4. září 2004 15:00 |          |                                          |                                                                          |
| Severní Irsko      | 0 – 3    | Polsko                                   | Windsor Park, Belfast diváci: 12 487 rozhodčí: Jan Wegereef (Nizozemsko) |
|                    | (Report) | Żurawski 4' Włodarczyk 36' Krzynówek 56' | Windsor Park, Belfast diváci: 12 487 rozhodčí: Jan Wegereef (Nizozemsko) |

| 4. září 2004 20:30          |          |                         |                                                                               |
| Rakousko                    | 2 – 2    | Anglie                  | Ernst-Happel-Stadion, Vídeň diváci: 48 000 rozhodčí: Ľuboš Micheľ (Slovensko) |
| Kollmann 71' Ivanschitz 72' | (Report) | Lampard 24' Gerrard 65' | Ernst-Happel-Stadion, Vídeň diváci: 48 000 rozhodčí: Ľuboš Micheľ (Slovensko) |

| 4. září 2004 21:00 |          |           |                                                                                  |
| Ázerbájdžán        | 1 – 1    | Wales     | Tofik Bakhramov Stadium, Baku diváci: 8 000 rozhodčí: Edo Trivković (Chorvatsko) |
| Sadygov 55'        | (Report) | Speed 47' | Tofik Bakhramov Stadium, Baku diváci: 8 000 rozhodčí: Edo Trivković (Chorvatsko) |

| 8. září 2004 20:00       |          |                       |                                                                                |
| Wales                    | 2 – 2    | Severní Irsko         | Millennium Stadium, Cardiff diváci: 63 500 rozhodčí: Domenico Messina (Itálie) |
| Hartson 32' Earnshaw 74' | (Report) | Whitley 10' Healy 21' | Millennium Stadium, Cardiff diváci: 63 500 rozhodčí: Domenico Messina (Itálie) |

| 8. září 2004 20:30 |          |                              |                                                                          |
| Polsko             | 1 – 2    | Anglie                       | Stadion Śląski, Chorzów diváci: 30 000 rozhodčí: Stefano Farina (Itálie) |
| Żurawski 47'       | (Report) | Defoe 36' Głowacki 57' (vl.) | Stadion Śląski, Chorzów diváci: 30 000 rozhodčí: Stefano Farina (Itálie) |

| 8. září 2004 20:30       |          |             |                                                                              |
| Rakousko                 | 2 – 0    | Ázerbájdžán | Ernst-Happel-Stadion, Vídeň diváci: 26 400 rozhodčí: Lawrence Sammut (Malta) |
| Stranzl 23' Kollmann 44' | (Report) |             | Ernst-Happel-Stadion, Vídeň diváci: 26 400 rozhodčí: Lawrence Sammut (Malta) |

| 9. října 2004 15:00    |          |       |                                                                        |
| Anglie                 | 2 – 0    | Wales | Old Trafford, Manchester diváci: 65 224 rozhodčí: Terje Hauge (Norsko) |
| Lampard 4' Beckham 76' | (Report) |       | Old Trafford, Manchester diváci: 65 224 rozhodčí: Terje Hauge (Norsko) |

| 9. října 2004 20:30 |          |                                          |                                                                                    |
| Rakousko            | 1 – 3    | Polsko                                   | Ernst-Happel-Stadion, Vídeň diváci: 46 100 rozhodčí: Lucílio Batista (Portugalsko) |
| Schopp 30'          | (Report) | Kałużny 10' Krzynówek 78' Frankowski 90' | Ernst-Happel-Stadion, Vídeň diváci: 46 100 rozhodčí: Lucílio Batista (Portugalsko) |

| 9. října 2004 21:30 |          |               |                                                                                  |
| Ázerbájdžán         | 0 – 0    | Severní Irsko | Tofik Bakhramov Stadium, Baku diváci: 6 460 rozhodčí: Attila Hanacsek (Maďarsko) |
|                     | (Report) |               | Tofik Bakhramov Stadium, Baku diváci: 6 460 rozhodčí: Attila Hanacsek (Maďarsko) |

| 13. října 2004 19:45              |          |                             |                                                                        |
| Severní Irsko                     | 3 – 3    | Rakousko                    | Windsor Park, Belfast diváci: 11 810 rozhodčí: Mark Shield (Austrálie) |
| Healy 36' Murdock 58' Elliott 93' | (Report) | Schopp 14', 72' Mayrleb 59' | Windsor Park, Belfast diváci: 11 810 rozhodčí: Mark Shield (Austrálie) |

| 13. října 2004 20:00     |          |                                           |                                                                           |
| Wales                    | 2 – 3    | Polsko                                    | Millennium Stadium, Cardiff diváci: 56 685 rozhodčí: Alain Sars (Francie) |
| Earnshaw 56' Hartson 90' | (Report) | Frankowski 72' Żurawski 81' Krzynówek 85' | Millennium Stadium, Cardiff diváci: 56 685 rozhodčí: Alain Sars (Francie) |

| 13. října 2004 21:30 |          |          |                                                                                  |
| Ázerbájdžán          | 0 – 1    | Anglie   | Tofik Bakhramov Stadium, Baku diváci: 17 000 rozhodčí: Alain Hamer (Lucembursko) |
|                      | (Report) | Owen 22' | Tofik Bakhramov Stadium, Baku diváci: 17 000 rozhodčí: Alain Hamer (Lucembursko) |

| 26. března 2005 15:00 |          |                        |                                                                             |
| Wales                 | 0 – 2    | Rakousko               | Millennium Stadium, Cardiff diváci: 47 760 rozhodčí: Paul Allaerts (Belgie) |
|                       | (Report) | Vastić 81' Stranzl 85' | Millennium Stadium, Cardiff diváci: 47 760 rozhodčí: Paul Allaerts (Belgie) |

| 26. března 2005 15:00                 |          |               |                                                                            |
| Anglie                                | 4 – 0    | Severní Irsko | Old Trafford, Manchester diváci: 62 239 rozhodčí: Wolfgang Stark (Německo) |
| J. Cole 47' Owen 52', 54' Lampard 62' | (Report) |               | Old Trafford, Manchester diváci: 62 239 rozhodčí: Wolfgang Stark (Německo) |

| 26. března 2005 18:00                                                                     |          |             |                                                                                    |
| Polsko                                                                                    | 8 – 0    | Ázerbájdžán | Stadion polské armády, Varšava diváci: 9 000 rozhodčí: Nicolai Vollquartz (Dánsko) |
| Frankowski 12', 63', 66' Hajiyev 16' (vl.) Kosowski 40' Krzynówek 72' Saganowski 84', 90' | (Report) |             | Stadion polské armády, Varšava diváci: 9 000 rozhodčí: Nicolai Vollquartz (Dánsko) |

| 30. března 2005 19:45   |          |             |                                                                                        |
| Anglie                  | 2 – 0    | Ázerbájdžán | St James' Park, Newcastle upon Tyne diváci: 49 046 rozhodčí: Paulo Costa (Portugalsko) |
| Gerrard 51' Beckham 62' | (Report) |             | St James' Park, Newcastle upon Tyne diváci: 49 046 rozhodčí: Paulo Costa (Portugalsko) |

| 30. března 2005 20:00 |          |               |                                                                                    |
| Polsko                | 1 – 0    | Severní Irsko | Stadion polské armády, Varšava diváci: 13 515 rozhodčí: Peter Fröjdfeldt (Švédsko) |
| Żurawski 87'          | (Report) |               | Stadion polské armády, Varšava diváci: 13 515 rozhodčí: Peter Fröjdfeldt (Švédsko) |

| 30. března 2005 20:30 |          |       |                                                                                         |
| Rakousko              | 1 – 0    | Wales | Ernst-Happel-Stadion, Vídeň diváci: 29 500 rozhodčí: Manuel Mejuto González (Španělsko) |
| Aufhauser 87'         | (Report) |       | Ernst-Happel-Stadion, Vídeň diváci: 29 500 rozhodčí: Manuel Mejuto González (Španělsko) |

| 4. června 2005 20:00 |          |                                      |                                                                                             |
| Ázerbájdžán          | 0 – 3    | Polsko                               | Tofik Bakhramov Stadium, Baku diváci: 10 458 rozhodčí: Alberto Undiano Mallenco (Španělsko) |
|                      | (Report) | Frankowski 28' Kłos 57' Żurawski 81' | Tofik Bakhramov Stadium, Baku diváci: 10 458 rozhodčí: Alberto Undiano Mallenco (Španělsko) |

| 3. září 2005 15:00     |          |             |                                                                                     |
| Severní Irsko          | 2 – 0    | Ázerbájdžán | Windsor Park, Belfast diváci: 12 000 rozhodčí: Dejan Stanišić (Srbsko a Černá Hora) |
| Elliott 60' Feeney 84' | (Report) |             | Windsor Park, Belfast diváci: 12 000 rozhodčí: Dejan Stanišić (Srbsko a Černá Hora) |

| 3. září 2005 15:00 |          |             |                                                                              |
| Wales              | 0 – 1    | Anglie      | Millennium Stadium, Cardiff diváci: 70 715 rozhodčí: Valentin Ivanov (Rusko) |
|                    | (Report) | J. Cole 54' | Millennium Stadium, Cardiff diváci: 70 715 rozhodčí: Valentin Ivanov (Rusko) |

| 3. září 2005 20:30                     |          |               |                                                                             |
| Polsko                                 | 3 – 2    | Rakousko      | Stadion Śląski, Chorzów diváci: 40 000 rozhodčí: Massimo De Santis (Itálie) |
| Smolarek 13' Kosowski 22' Żurawski 67' | (Report) | Linz 61', 80' | Stadion Śląski, Chorzów diváci: 40 000 rozhodčí: Massimo De Santis (Itálie) |

| 7. září 2005 19:45 |          |        |                                                                            |
| Severní Irsko      | 1 – 0    | Anglie | Windsor Park, Belfast diváci: 14 069 rozhodčí: Massimo Busacca (Śvýcarsko) |
| Healy 73'          | (Report) |        | Windsor Park, Belfast diváci: 14 069 rozhodčí: Massimo Busacca (Śvýcarsko) |

| 7. září 2005 20:30 |          |       |                                                                                  |
| Polsko             | 1 – 0    | Wales | Stadion polské armády, Varšava diváci: 13 500 rozhodčí: Claus Bo Larsen (Dánsko) |
| Żurawski 52'       | (Report) |       | Stadion polské armády, Varšava diváci: 13 500 rozhodčí: Claus Bo Larsen (Dánsko) |

| 7. září 2005 21:00 |          |          |                                                                              |
| Ázerbájdžán        | 0 – 0    | Rakousko | Tofik Bakhramov Stadium, Baku diváci: 2 800 rozhodčí: Johan Verbist (Belgie) |
|                    | (Report) |          | Tofik Bakhramov Stadium, Baku diváci: 2 800 rozhodčí: Johan Verbist (Belgie) |

| 8. října 2005 14:00     |          |                                   |                                                                         |
| Severní Irsko           | 2 – 3    | Wales                             | Windsor Park, Belfast diváci: 13 451 rozhodčí: Ruud Bossen (Nizozemsko) |
| Gillespie 47' Davis 50' | (Report) | Davies 27' Robinson 37' Giggs 81' | Windsor Park, Belfast diváci: 13 451 rozhodčí: Ruud Bossen (Nizozemsko) |

| 8. října 2005 16:00 |          |          |                                                                                     |
| Anglie              | 1 – 0    | Rakousko | Old Trafford, Manchester diváci: 64 822 rozhodčí: Luis Medina Cantalejo (Španělsko) |
| Lampard 24' (pen.)  | (Report) |          | Old Trafford, Manchester diváci: 64 822 rozhodčí: Luis Medina Cantalejo (Španělsko) |

| 12. října 2005 19:45 |          |             |                                                                               |
| Wales                | 2 – 0    | Ázerbájdžán | Millennium Stadium, Cardiff diváci: 32 628 rozhodčí: Martin Hansson (Švédsko) |
| Giggs 3', 51'        | (Report) |             | Millennium Stadium, Cardiff diváci: 32 628 rozhodčí: Martin Hansson (Švédsko) |

| 12. října 2005 19:45 |          |                |                                                                               |
| Anglie               | 2 – 1    | Polsko         | Old Trafford, Manchester diváci: 65 467 rozhodčí: Kim Milton Nielsen (Dánsko) |
| Owen 44' Lampard 81' | (Report) | Frankowski 45' | Old Trafford, Manchester diváci: 65 467 rozhodčí: Kim Milton Nielsen (Dánsko) |

| 12. října 2005 20:30 |          |               |                                                                                  |
| Rakousko             | 2 – 0    | Severní Irsko | Ernst-Happel-Stadion, Vídeň diváci: 12 500 rozhodčí: Athanassios Briakos (Řecko) |
| Aufhauser 44', 90'   | (Report) |               | Ernst-Happel-Stadion, Vídeň diváci: 12 500 rozhodčí: Athanassios Briakos (Řecko) |

## Střelci
| Pozice | Hráč              | Země          | Branky |
| ------ | ----------------- | ------------- | ------ |
| 1      | Tomasz Frankowski | Polsko        | 7      |
| 1      | Maciej Żurawski   | Polsko        | 7      |
| 3      | Michael Owen      | Anglie        | 5      |
| 3      | Frank Lampard     | Anglie        | 5      |
| 5      | Jacek Krzynówek   | Polsko        | 4      |
| 6      | René Aufhauser    | Rakousko      | 3      |
| 6      | Markus Schopp     | Rakousko      | 3      |
| 6      | David Healy       | Severní Irsko | 3      |
| 6      | Ryan Giggs        | Wales         | 3      |